# Oldenburgische P 4.1
Die Fahrzeuge der Großherzoglich Oldenburgischen Staatseisenbahnen der Gattung P 4.1 waren Reisezuglokomotiven der Achsfolge 2'B. Nach der Übernahme durch die Deutsche Reichsbahn wurden die Lokomotiven in die Baureihe 36.12 eingeordnet.

## Geschichte
Nachdem die Lokomotiven der Gattung P 3.2 für den Betrieb nicht mehr ausreichten, beschafften die Oldenburgischen Staatseisenbahnen ab 1896 bis 1902 nach dem Vorbild preußischer Lokomotiven Fahrzeuge mit der Achsfolge 2'B. Die Lokomotiven erhielten die Bahnnummern 107–111, 116, 129–134, 139–144, 150 und wurden nach Vögeln benannt. Eingesetzt wurden die Lokomotiven im Personen- und Schnellzugdienst auf den oldenburgischen Hauptstrecken. Mit einer Zugleistung von 368 Tonnen bei 68 km/h war die Leistung für die flachen Strecken ausreichend. Nach der Übernahme aller Lokomotiven durch die Deutsche Reichsbahn wurden sie zu 36 1201 bis 36 1219 umgezeichnet und bis 1931 ausgemustert.

## Konstruktive Merkmale
Die Lokomotiven verfügten über einen Blechrahmen mit einer Stärke von 25 mm. Der genietete Langkessel bestand aus drei Schüssen. Der Hinterkessel mit kupferner Feuerbüchse war zwischen den Rahmenblechen eingezogen. Das Sicherheitsventil war Bauart Ramsbottom. Gegenüber dem preußischen Vorbild war der Kessel knapp einen Meter kürzer, außerdem verzichtete man auf den Dampfdom und ordnete das Dampfsammelrohr im Langkessel an. Der Regler war in der Rauchkammer angeordnet. Aufgrund des kleineren Kessels war auch eine kleinere Rostfläche ausreichend.
Der Rahmen wurde an vier Punkten abgestützt. Die beiden Kuppelradsätze waren fest im Rahmen gelagert, die Federn durch Ausgleichshebel miteinander verbunden.
Das waagerecht angeordnete Zweizylinder-Nassdampftriebwerk arbeitete auf die erste Kuppelachse. Die Heusinger-Steuerung war außen liegend. Die ursprünglich eingesetzten einfachen Flachschieber ersetzte man durch entlastete Flachschieber.
Die Druckluftbremse der Bauart Westinghouse arbeitete auf beide Kuppelachsen. Der Sandstreuer sandete den ersten Kuppelradsatz von vorne. Die Gasbeleuchtung war Bauart Pinsch. Weiterhin verfügten die Lokomotiven über eine Dampfheizungseinrichtung. Sie waren mit einem Tender 3 T 12 gekuppelt.